# Spalovač mrtvol
Spalovač mrtvol je československý film režiséra Juraje Herze z roku 1968, natočený podle stejnojmenné novely Ladislava Fukse. Jedná se o hororovou černou komedii, která je svým vyzněním řazená k následovníkům filmů německého expresionismu a k filmům československé nové vlny. Film byl za Československo navržen na Oscara v kategorii Nejlepší cizojazyčný film za rok 1969, do nominačního výběru se ale nedostal. Na katalánském mezinárodním festivalu byl za ztvárnění hlavní role oceněn Rudolf Hrušínský starší a za nejlepší kameru Stanislav Milota.
Hlavní postava filmu Karel Kopfrkingl (Rudolf Hrušínský st.) je zaměstnanec krematoria, který má svou práci opravdu rád, což se promítá i do vztahů k jeho blízkým. Příběh se odehrává za nastupující nacistické okupace, jejíž atmosféra je podobně neradostná. Film sleduje psychologickou proměnu hlavního hrdiny.
Film byl točen na super 16mm film v poměru 1:1,66 černobíle. V Československu byl poprvé uveden do kin 14. března 1969, ale okamžitě po premiéře byl uložen do trezoru a znovu byl uveden až 1. srpna 1990.

## Příběh
Příběh se odehrává na pozadí politických změn sklonku 30. let 20. století v Československu. Pro děj se též stala důležitou smrt dalajlámy Tubtäna Gjamccha v roce 1933. Vlastní děj se potom zaměřuje na psychologii spořádaného otce rodiny a vzorného zaměstnance krematoria Karla Kopfrkingla, který spolu s pádem zlaté éry první republiky mění svůj charakter až do patologické polohy. Na konci filmu, tedy po vytvoření protektorátu, se stává z Kopfrkingla vrah své milované rodiny, příslušník strany (NSDAP), od které je pověřen šéfováním nových plynových žárovišť. Deformace jeho psychiky je ještě umocněna návštěvami snového „tibetského vyslance“, který ho nazývá novým dalajlámou a buddhou.

## Porovnání novely a filmu
Rozdílnost filmu a knižní předlohy je minimální, například úprava scény v panoptiku je ve filmu vylíčena daleko tvrdším a morbidnějším způsobem. Také je časté, že dialogy a monology se často zaměňují a objevují se na rozdílných místech než v předloze. Jak ve filmu, tak v předloze se u postav objevuje hovorová řeč i podobné nebo dokonce totožné větné konstrukce. Nebo záměna kapitol a jejich časová posloupnost v knize je pak ve filmu podaná rozdílně. Občasné je i vynechání detailů a vysvětlujících rozhovorů a dějů, které kniha obsahuje, také některé události úplně mizí a jiné jsou interpretovány jinak. Zásadní je změna způsobu, kterým se Kopfrkingl dostane do židovského pohřebního bratrstva – v knize v přestrojení za žebráka a ve filmu se tam nechá pozvat svým lékařem Bettleheimem.
Film také obsahuje některé scény navíc jako návštěva Kopfrkingla v „masérském salónu“, nová je též postava bledé mlčící dívky.
Na konci novely Kopfrkingla odváží sanitka (snad do blázince); poslední scéna se odehrává po skončení války v sanitním vlaku. Tyto scény ve filmu nejsou.

## Atmosféra

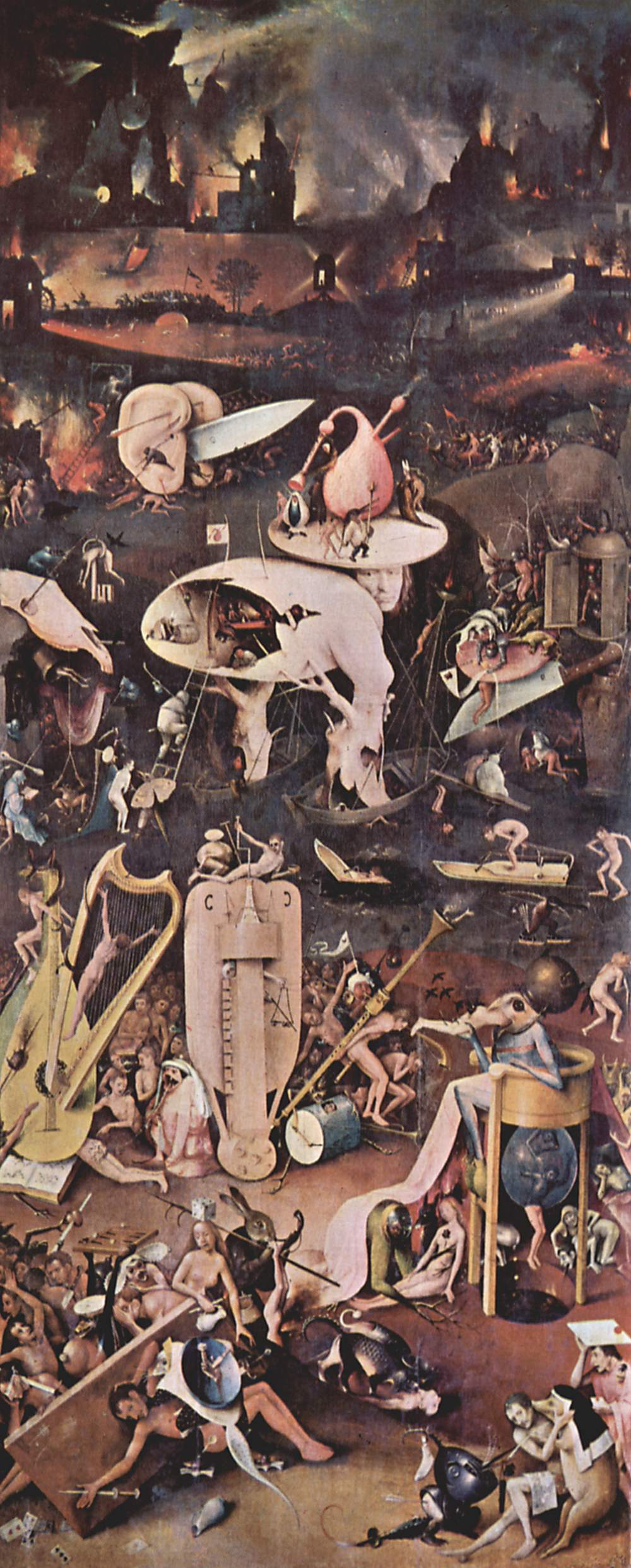
Na pozadí se také objevily některé obrazy klasiků, jako část triptychu Zahrada pozemských rozkoší od Hieronyma Bosche

Ještě v dobách svého studia se režisér Herz setkal s psychologickými filmy Alfreda Hitchcocka a později filmy Victora Sjöströma, Ingmara Bergmana, či Luise Buñuela, které si velmi oblíbil a je možné ve filmu jistý vliv jejich tvorby vidět. Na druhou stranu režisér popírá, že by se jednalo o cílené napodobování. Zřetelný je vliv surrealistické tvorby autorova generačního současníka a přítele Jana Švankmajera, například scéna v zoologické zahradě.
Krom precizní režie vytváří expresivní nádech filmu kamera Stanislava Miloty, který natáčel Rudolfa Hrušínského z ne zcela obvyklých úhlů, ve velkých detailech a za použití speciálních technik, jako bylo – v té době téměř neznámé – rybí oko. Atmosféru dotváří výsledný rychlý střih a prostřihy Jaromíra Janáčka spolu s hudbou Zdeňka Lišky. Notně se na vyznění díla podílí vysoce ceněné herectví Rudolfa Hrušínského v roli Kopfrkingla, jehož monology zabírají až 60 % filmového času.
Filmové prostředky též umožnily zajímavě zpracovat specifický vztah Karla Kopfrkingla k obrazům či fotografiím, který definoval už Ladislav Fuks ve své novele. Záběry vybraných obrazů divákovi představuje psychiku hlavního hrdiny, jak vidno např. ve scéně u rámaře Holého. Obrazy jsou ve filmu také použity k podtržení výhradně hudebních nebo mluvených pasáží. Nejpatrněji je toto vidět ve scéně, kdy Kopfrkingl představuje svoji koncepci velkých pecí v místnosti s pravým křídlem triptychu Zahrada pozemských rozkoší od Hieronyma Bosche: jak se projev stává intenzivnější, začne kamera bloudivě zabírat detaily díla, následně se objeví i záběry z obrazů jako Nesení kříže, Let do nebe a Sedm smrtelných hříchů.

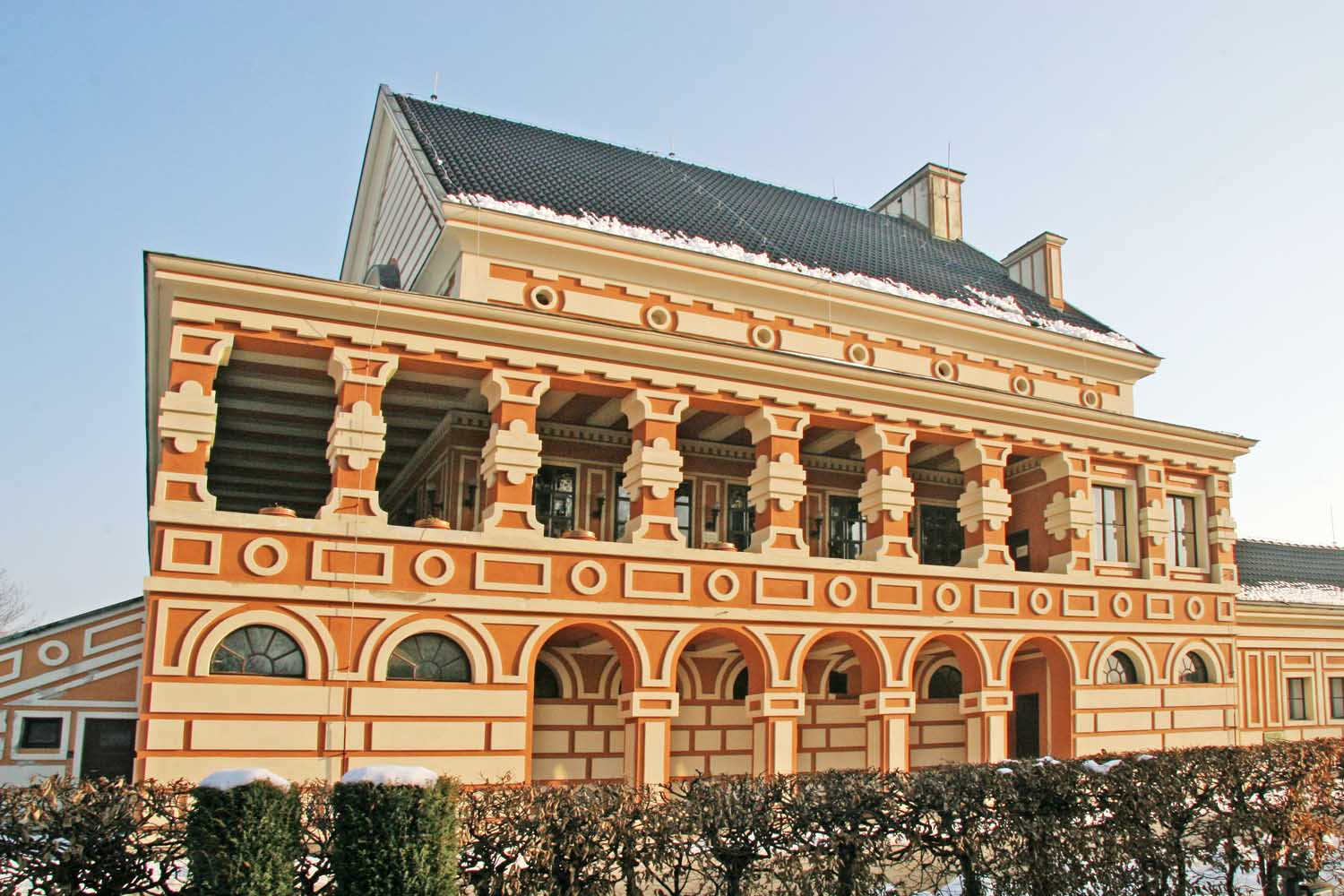
Film byl natáčen v monumentálním pardubickém krematoriu

Významnou roli ve výsledné expresivitě filmu hrají též exteriéry a interiéry krematorií, z nichž nejvýznamnější je pardubické krematorium, ale také se zde objevily záběry urnového háje v Plzni či krematoria v Praze-Strašnicích. V pražském krematoriu se natáčelo spalování, záležitosti s pecemi.

## Produkce
Scénář filmu je postaven na stejnojmenné novele Ladislava Fukse z roku 1967. Režiséru Juraji Herzovi se zamlouval název, který u něho způsobil první zájem o vytvoření filmu. Po přečtení ale zjistil, že se mu vlastní děj příliš nezamlouvá pro natočení, rozhodl se proto k úpravám. Scénář vznikal ve spolupráci s autorem knihy přibližně dva roky a Fuks nechal Herzovi téměř volnou ruku ke změnám. Produkce filmu se ujala tvůrčí skupina Jiřího Šebora a Vladimíra Bora.
Juraj Herz si našel kameramana Stanislava Milotu, se kterým napsal technický scénář, společně popsali každý záběr. Ve filmu se pak tohoto scénáře striktně drželi. Pro hlavní roli měl Herz vyhlédnutého Rudolfa Hrušínského, kterému se ale technický scénář příliš nezamlouval (málo hereckého prostoru pro hlavní postavu). Nakonec souhlasil a po několika úvodních dnech se mu natáčení začalo líbit, byla s ním poté výborná spolupráce. Natáčení v krematoriích bylo velmi rychlé, neboť každý člen štábu je chtěl mít co nejdříve za sebou. Rakve se skutečnými mrtvolami (kvůli nedostatku místa) ležely venku a místnostmi se šířil zápach, navíc byly letní měsíce, červenec a srpen. Produkční rozléval po krematoriu vodu s aromatem lesní vůně. Juraj Herz vzpomíná, že kdykoli ucítil během návštěvy biografu lesní vůni (která se tehdy běžně v kinech rozstřikovala), udělalo se mu špatně. Poznamenává, že sám neví, kam film zařadit, záleží to spíše na kulturním prostředí, ve kterém byl snímek promítán. Může být pojat jako horor, což se stalo v Itálii, kde lidé vycházeli z kin šokovaní (pohřeb žehem se zde neprovozoval). V Nizozemsku se lidé během filmu dokázali pobavit, což režisér oceňuje, točil jej jako film s prvky černé komedie. V Praze lidé film přijali vážně, téma se jich dotýkalo.
Problémem občas bylo sladit výkony Rudolfa Hrušínského a Vlasty Chramostové. Hrušínský zahrál nejlépe na první pokus a dalšími se zhoršoval, zatímco s Vlastou Chramostovou to bylo naopak. Potřebovala si scénu nacvičit a s každým opakováním se lepšila. Herci s natáčením v krematoriu neměli potíže, výjimkou byl Jiří Menzel, kterému prostředí nesvědčilo.
Režisér Herz se k filmu vyjádřil: „Jediný film, který je takový, jaký jsem ho chtěl, je Spalovač mrtvol, s výjimkou jedné scény.“ Tato scéna byla dotočena roku 1969, měla být v závěru filmu. Byla to jistá variace původního Fuksova dovětku, kdy pan Kopfrkingl sleduje zbídačené lidi po druhé světové válce: dva zaměstnanci krematoria sedí v kavárně v Reprezentačním domě a za oknem projíždějí ruské okupační tanky. Zaměstnanci mluví o panu Kopfrkinglovi, byl to tak milý pán, co se s ním stalo? Další záběr ukazuje rozbité Muzeum. Další záběr ukazuje naštvané tváře lidí a mezi nimi se najednou vyloupne usmívající se pan Kopfrkingl. Kvůli velké provokativnosti byla tato scéna vystřižena.
Kameraman Stanislav Milota natáčení filmu považuje za životní zážitek díky silnému příběhu. Uvažoval, jakým způsobem bude snímat a vzpomněl si na druh širokoúhlého objektivu zvaného rybí oko, který použil na stěžejní úseky filmu. Prosadil si na režisérovi černobílý snímek, i když Herz chtěl mít film v barvě. Natáčelo se kamerou Arriflex (kamera bez zvuku, ten byl přidán postsynchronem) a většinu snímků natáčel Milota z ruky. Film považuje za zdařilý a hovoří o tom, že taková tvorba je potřebná, neboť ukazuje tragickou rovinu – „Kopfrkinglové jsou stále mezi námi“.
Herečka Vlasta Chramostová spolupracovala se svým manželem Stanislavem Milotou pouze v tomto filmu. Vzpomíná, že se film začal točit v uvolněné předsrpnové atmosféře roku 1968 a nikdo nemohl tušit, že se z něj stane oceňovaný kultovní film. Po dotočení a premiéře film putoval do trezoru. Přidává pikantní historku, kdy její manžel Stanislav Milota (kameraman filmu) prorocky odpověděl na její otázku, jak chtějí s režisérem točit scénu s oběšením představitelky její role. Stanislav Milota se sarkasmem hodným Spalovače mrtvol odvětil: „Přece jako tvůj poslední záběr.“ Nemohl tušit, jakou vyřkl pravdu, Vlasta Chramostová po srpnu 1968 nesměla točit, stejně tak v českém filmu skončil i Stanislav Milota.

## Obsazení
| Rudolf Hrušínský   | Karel Kopfrkingl; tibetský vyslanec        |
| Vlasta Chramostová | Marie/Lakmé; slečna Dagmar                 |
| Jana Stehnová      | Zina                                       |
| Miloš Vognič       | Mili                                       |
| Zora Božinová      | Erna Reinkeová                             |
| Ilja Prachař       | Walter Reinke                              |
| Eduard Kohout      | Bettleheim                                 |
| Míla Myslíková     | hloupá žena (někdy též žena v klobouku)    |
| Vladimír Menšík    | manžel hloupé ženy                         |
| Jiří Menzel        | Dvořák                                     |
| Jiří Lír           | Strauss                                    |
| Václav Štekl       | hudebník; rozhodčí boxu; majitel panoptika |
| Helena Anýžová     | bledá dívka                                |
| Jindřich Narenta   | nacista ve smokinku                        |
| Marie Rosůlková    | žena dožadující se rakvičky                |
| Nataša Gollová     | madam v maskérském salónu                  |
| Jiří Hálek         | rámař Holý                                 |
| Jana Šulcová       | růžolící dívka                             |
| Jan Řeřicha        | mládenec růžolící dívky                    |
| Oldřich Vízner     | Kája                                       |
| Carmen Mayerová    | Lišková                                    |
| Libuše Pešková     | Podzimková                                 |
| Václav Kotva       | Josífek Zajíc                              |
| Dimitrij Rafalský  | Fenek (český dabing Josef Kemr)            |
| Jan Vlček          | Vrána                                      |
| Václav Halama      | Pelikán                                    |
| František Kubíček  | Beran                                      |
| Věra Vlčková       | blondýnka                                  |
| Růžena Vlčková     | Anežka                                     |
| Eva Ulincová       | blondýnka                                  |
| Dr. Rudolf Iltis   | Stein                                      |
| Jan Kraus          | Vojtěch Prachař                            |
| Dr. Alfréd Růžička | židovský kantor                            |
| Jiří Kaftan        | mladík u kádě                              |

a další

## Přijetí
S výsledným filmem byl autor námětu Fuks spokojen. Režisér ho také přijímá vcelku kladně, až na závěrečnou scénu, která musela být z ideologických důvodů vystřižena.
Sám režisér viděl ve filmu „černou komedii“, nicméně film byl přijímán v různých zemích různým způsobem. V Československu byl film promítán v době nedlouho po invaze armád Varšavské smlouvy, proto byla proměna hlavní postavy v nacistu chápána více než cokoli jiného jako alegorie nastupující normalizace. Film byl oficiálně pro přílišnou morbidnost stažen z distribuce a uložen do trezoru v roce 1973.
V Nizozemsku vyzněl film jako komedie, zatímco v Itálii byl přijat jako horor, protože zde byla kremace problematické téma. Velice široké publikum si získal na počátku 90. let v Paříži, kde byl promítán kině Accatone a stal se druhým nejsledovanějším filmem. Zásluhu na tom měl také majitel kina Kazik Hentchel, který stylově kino vyzdobil.

## Ocenění
| Rok  | Cena                                                           | Kategorie – příjemce               |
| ---- | -------------------------------------------------------------- | ---------------------------------- |
| 1969 | Trilobit FITESU                                                | režie – Juraj Herz                 |
| 1969 | Trilobit FITESU                                                | kamera – Stanislav Milota          |
| 1969 | Stříbrná siréna na Přehlídce československých filmů v Sorrentu | –                                  |
| 1972 | Stříbrná medaile Katalánského MFF v Sitges                     | režie – Juraj Herz                 |
| 1972 | Stříbrná medaile Katalánského MFF v Sitges                     | hlavní role – Rudolf Hrušínský st. |

Dále byl navržen na Oscara za rok 1969 v kategorii cizojazyčný film, ale nedostal se do pětice nominovaných. Spolu s Menzelovými Ostře sledovanými vlaky se umístil na osmém místě ze sta v anketě pořádané Projektem 100 při příležitosti sta let československé kinematografie (první se v této anketě umístila Vláčilova Marketa Lazarová).